# Tsidkenu
Tsidkenu es una banda de Metal Progresivo formada en Tegucigalpa, Honduras en diciembre de 1997 basados en una temática cristiana. Se caracterizan por la incorporación de teclados y armonías en la guitarra con influencias de bandas como Dream Theater o Simphony X. Sin embargo, en sus inicios tenían influencias de hard rock, heavy metal y thrash metal de bandas como Stryper, Tourniquet, Vox Dei y Whitecross.
Su alineación ha tenido muchos cambios, siendo su guitarrista Hugo Duron el único miembro que aún permanece en la banda desde su formación inicial en 1997.
Tsidkenu ha logrado lanzar dos álbumes de estudio y varios sencillos de manera independiente, y es considerada una de las principales bandas de rock y metal en Honduras y un hito al ser de líricas cristianas, actualmente se encuentran en proceso de grabación de su tercer álbum que será llamado Apocalipsys Magna.

## Historia
Tsidkenu se formó el 16 de diciembre de 1997 en Tegucigalpa, Honduras por Hugo Duron, Nilo Espinal, Ivis Lenin Díaz y David Guerrero, quien dio el nombre de Tsidkenu a la banda, la cual es una palabra en hebreo usada como uno de los nombres de Dios en el antiguo testamento, traduciéndose al español como «Dios Justicia Nuestra», posteriormente David abandonó la banda.
Durante sus primeros años grababan sus canciones en Casete para enviarlas a radios locales y a Hermann Naira, quien se convirtió en su mánager de 1998 al 2004, poco después que lanzaron su primer álbum Justicia.
En el año 2000 se incorporó Francisco Valle como segundo guitarrista y en 2003 lanzaron su primer EP de 3 canciones.
Su alineación era entonces Hugo Duron en la guitarra, Nilo Espinal en la batería y segunda voz, Ivis Lenin Díaz en el bajo y voz principal y Francisco Valle en la segunda guitarra. Su guitarrista Hugo Duron ha mencionado en entrevistas que hubo otros integrantes no oficiales que participaron en algunos conciertos.
En el año 2004 lanzan su primer álbum Justicia, producido por Herman Naira bajo el sello que el mismo dirigía, Harim Music. Este álbum es considerado un hito en el rock de Honduras, ya que fue el primer álbum de metal cristiano abiertamente conocido en su país, permitiéndoles realizar conciertos en países cercanos como El Salvador, Guatemala y Costa Rica. También muestra una etapa musical distinta, ya que el álbum Justicia no posee un estilo musical definido y va desde el hard rock, thrash metal, alternativo y metal progresivo.
Durante el 2004 también formaron parte de la banda Hugo Maradiaga como tercera guitarra y Ariel Harim Lagos en los Teclados, quien actualmente es conocido como Saxofonista, representado a Honduras en eventos internacionales.
Después de haberse lanzado el álbum Justicia, el baterista Nilo Espinal abandonó la banda para enfocarse en su nuevo proyecto, Providence, el que pronto también abandonaría para unirse a la banda Diablos Negros como su cantante principal, y en donde continúa actualmente. El puesto de baterista fue probado por varios músicos, hasta que en 2006 se incorporó Luis Montesi, quien se ha consolidado desde entonces como el baterista de la banda.
En 2007 Thomas Duron, quien es el hermano menor del guitarrista Hugo Duron, se incorporó como tecladista y se ha consolidado en Tsidkenu, es considerado también como uno de los principales tecladistas de rock en Honduras y el único en tocar con sintetizadores y Keytar.
El cantante y bajista Ivis Díaz abandonó la banda en 2008, tomando su lugar Geova Díaz en el bajo y el guitarrista Hugo Durón se convirtió en el cantante por varios años, hasta que en 2015 se incorporó Saúl Vásquez como cantante principal.
En 2009 Francisco Valle abandonó también a Tsidkenu, quedando la banda desde entonces con un solo guitarrista, esto ya que su líder Hugo Duron considera que el tecladista Thomas Duron complementa como una segunda guitarra. Ese mismo año fueron banda de apertura para Delirium, considerada por algunos críticos como la banda más importante del heavy metal en Honduras, este evento le permitió a Tsidkenu tener aceptación fuera del entorno cristiano y comenzar a destacarse abiertamente en festivales de metal en su país.
En 2013 fueron la banda de apertura para el concierto de CODA de México realizado en Tegucigalpa, un año más tarde, en 2014, el guitarrista Hugo Duron ganó el premio a mejor guitarrista de Honduras en el concurso Guitar Maistro. Tsidkenu también representó a Honduras en la Metal Batalla Wacken 2015 en San José Costa Rica, enfrentándose a otras bandas de Centroamérica para obtener la única plaza regional en el festival Wacken Open Air (WOA) de Alemania, Tsidkenu participó junto a las bandas Araña de El Salvador y Mission de Nicaragua.
Durante esos años, Tsidkenu ya estaba en proceso de grabación de su segundo álbum "Últimos Tiempos", el cual fue producido y grabado por Hugo Duron en los estudios de CCI en Tegucigalpa y lanzado el 18 de junio de 2016, convirtiéndose nuevamente en el centro de atención del metal en su país al ser considerado uno de los mejores discos de metal en América Latina por Hearbangers LA y el mejor disco de metal en Honduras por distintas radios locales.

Tsidkenu abriendo a Rhapsody of Fire el 19 2018

Últimos Tiempos define el sonido de la banda como metal progresivo, muy distinto al de su primer disco, pero no distinto a sus presentaciones en vivo ya que durante varios años se habían consolidado en este género. Para este álbum Tsidkenu tenía en su alineación a Saúl Vásquez como cantante y Erlan Chapas como bajista. El lanzamiento del segundo disco les hizo presentarse en muchos festivales de metal en Honduras como el Megametal.
En 2018 fueron la banda de Apertura para Rhapsody of Fire durante una de sus presentaciones en el 20th Anniversary Farewell Tour, curiosamente Tsidkenu celebraba también sus 20 años como banda. Ese mismo año anunciaron que comenzaban a trabajar en su nuevo álbum Apocalipsys Magna, y en octubre de 2019 se lanzó el primer sencillo "Sin Mañana", teniendo como invitado al ex-tecladista de Dream theater y Sons of Apollo, Derek Sherinian.
Para el 2020, Tsidkenu se limito a presentarse en vivo, esto debido al confinamiento ocasionado por la pandemia COVID19, sin embargo lanzaron una nueva versión de su canción Alpha y Omega, la cual muestra el sonido actual de la banda, se acompañó de un videoclip con escenas conceptuales, tomas en vivo y la realización de sus propias escenas en sus casas.
El 19 de agosto de 2022, lanzaron un nuevo sencillo y videoclip llamado «Speed Harmony», una canción instrumental como previo de su siguiente disco "Apocalipsys Magna".
Unas semanas más tarde, la banda anunció a través de su sitio web y sus redes sociales oficiales, la salida de su cantante Saúl Vásquez, esto sin mayor explicación del motivo de su salida o de un nuevo cantante.
La banda anunció en su sitio web y redes sociales que estaban en los preparativos para su 25 aniversario en diciembre de 2022, lanzado entonces la portada de su anunciado tercer disco Apocalypsis Magna a través de su website y redes sociales, sin embargo, según su guitarrista Hugo Durón en una entrevista a una radio local, la salida de su cantante complicó el proceso de grabación y de celebración del aniversario, limitándose únicamente a una campaña en redes sociales sobre la historia y el lanzamiento de una sección en su sitio web con todos los conciertos que han hecho a lo largo de su carrera. 

El 13 de febrero de 2023, dieron a conocer a su nuevo vocalista Edgard Soriano, originario de la ciudad de Danlí y amigo cercano de Nahún Rodríguez quien es el fotógrafo de Tsidkenu, este lo presentó a los miembros de la agrupación, quienes al escucharlo y conocerlo decidieron aceptarlo como cantante de Tsidkenu.
"Ni siquiera sé que decir jaja, sumamente emocionado, con ansias, como un sueño, porque siempre he admirado a Tsidkenu desde que estoy en la música, las veces que he tenido la oportunidad de ver a Hugo tocar y a Tsidkenu siempre han sido como grandes músicos, jamás creí que iba a estar, como fichado por ellos digamos." - Edgard Soriano en entrevista para el sitio web de Tsidkenu
A partir de ese momento, la agrupación se concentró en la grabación de las voces de las canciones para el nuevo álbum, por lo que durante el año 2023 Tsidkenu realizó el 16 de diciembre su única presentación en vivo como debut de su nuevo cantante Edgard Soriano en el festival Megametal de la ciudad de Tegucigalpa.
Cabe mencionar que además de Edgard Soriano, también ingreso al mismo tiempo Elías Álvarez como nuevo bajista del grupo, tomando el lugar de Donald Vásquez quien era músico de apoyo.
El 2 de diciembre de 2023, Tsidkenu lanzó a través de las plataformas musicales la canción «En el Nombre de Dios», y solo una semana más tarde, el 9 de diciembre, se lanzó «El Tiempo no da más», y el 26 de diciembre lanzaron un tercer sencillo «Mi Destino», todos estos temas producidos por su guitarrista Hugo Duron. De los sencillos «En el Nombre de Dios» y «Mi Destino», se lanzaron videoclips producidos por Nahún Rodríguez y  Yefrín Solís. 

## Estilo Musical
La banda ha sido descrita a menudo dentro del término de rock y metal cristiano por su contenido lírico, durante sus primeros años tenían influencias de hard rock, heavy metal y thrash metal de bandas como Stryper, Tourniquet, Vox Dei y Whitecross, sin embargo pocos años después se consolidaron dentro del Power Metal y Metal Progresivo, reflejándose abiertamente en su segundo álbum Últimos Tiempos y trabajos posteriores.

## Integrantes
| Actuales - Hugo Duron – lead guitar, backing vocals (1997–present) - Thomas Duron – keyboards, synthesizers, backing vocals (2007–present) - Luis Montesi – drums (2006–present) - Edgard Soriano – Vocals (lead)(2023–present) - Elías Álvarez – Bass(2023–present) Miembros pasados - Saúl Vásquez – lead vocals (2015–2022) - Erlan Chapas – bass (2015–2019) - Geova Figuerona – bass (2009 –2012) - Francisco Valle – Rythm guitar (2000–2009) - Ivis Díaz – Bass guitar and Vocals (1997–2008) - Nilo Espinal – drums, background vocals (1997–2005) - Wilmer Vasquez – Keyboards (2005- 2007) - Hugo Maradiaga – Rythm guitar (2004- 2005) - Ariel Lagos – Keyboards (2004–2005) | Apoyo en vivo y músico de sesión' - Donald Vásquez – Bajo (2019–presente) Former touring and session musicians - Erlan Chapas – Bajo (2015-2019) - David Guerrero – Bajo y teclados (1997–1998) - Ariel Lagos – Teclados (2002–2004) - Francisco Valle – Guitarra (2000–2008) - Ivis Lenin Díaz – Bajo y voz (1997–2008) - Nilo Espinal – Batería y coros (1997–2004) |

## Discografía
Álbumes de estudio
- 2004: Justicia
- 2016: Últimos Tiempos

EP
- 2003: Tsidkenu

Sencillos
- 2019: Sin Mañana
- 2020: Alpha y Omega
- 2022: Speed Harmony
- 2023: En el Nombre de Dios
- 2023: El Tiempo No da Más
- 2023: Mi Destino
- 2023: Más por Andar